# Vincenzo Riolo
Vincenzo Riolo (né à Palerme le 14 février 1772 et mort à Palerme le 5 juillet 1837) est un peintre italien de la période néoclassique.

## Biographie
Vincenzo Riolo a commencé sous les enseignements de Antonio Manno et Francesco Sozzi. À vingt ans, il déménage à Rome où il fait la rencontre de Jean-Baptiste Wicar avec qui il travaille. Jean-Baptiste lui apprend notamment les rudiments du nouveau courant néoclassique qu'il importe dans sa Sicile natale, en y retournant.
Il épouse Anna Velasco, fille du célèbre peintre palermitain Giuseppe Velasco. En 1828, il succède à son père en tant que professeur à l'Académie des beaux-arts de Palerme. Parmi ses contemporains à Palerme, il rencontre Giuseppe Patania.
Il peint un portrait de son ami Vincenzo Monti. Parmi ses autres œuvres connues, on retrouve plusieurs fresques dans le Palais Gangi et la Villa Tasca, mais aussi dans le Palais Chinois ou la Villa Favorita. D'autres sont présentes dans l'église de l'Olivella, et dans le Palais Royal de Ficuzza. Il est mort lors d'une épidémie de choléra.